# Induktionsfaktor (Windenergie)
Der Induktionsfaktor {\displaystyle a} gibt an, wie stark die freie Anströmung bis zur Rotorebene einer Windkraftanlage verlangsamt wird.

## Definition
Der axiale Induktionsfaktor
{\displaystyle a={\frac {U_{\infty }-v_{\text{Rotor}}}{U_{\infty }}}}

Idealisierte Stromröhre einer Windkraftanlage

wird aus der ungestörten Anströmgeschwindigkeit {\displaystyle U_{\infty }} und der Windgeschwindigkeit in der Rotorebene {\displaystyle v_{\text{Rotor}}} gebildet.

## Physikalische Bedeutung
Die Windgeschwindigkeit in der Rotorebene wird durch die Formel
{\displaystyle v_{\text{Rotor}}=U_{\infty }\cdot (1-a)}
bestimmt. Das bedeutet, dass für einen großen Induktionsfaktor die Geschwindigkeit in der Rotorebene klein ist. Ein theoretischer, nach dem Betzschen Gesetz arbeitender Rotor hätte einen Induktionsfaktor von {\displaystyle a=1/3}.
Auch die Geschwindigkeit {\displaystyle v_{2}} hinter dem Rotor hängt mit dem Induktionsfaktor zusammen:
{\displaystyle v_{2}=U_{\infty }\cdot (1-2a)}
Das bedeutet, dass nach Betzschem Gesetz {\displaystyle a<0{,}5} sein muss, da das Fluid sonst hinter dem Rotor zum vollständigen Stillstand kommen würde. Reale Rotoren können z. B. durch Böen auch größere Induktionsfaktoren erreichen.

### Tangentialer Induktionsfaktor
Analog zum axialen Induktionsfaktor {\displaystyle a} kann der tangentiale Induktionsfaktor {\displaystyle a'} in Bezug auf die Umfangsgeschwindigkeit {\displaystyle u_{\text{tan}}} bestimmt werden:
{\displaystyle a'=-{\frac {u_{\text{tan}}}{\omega \cdot r}}}
wobei {\displaystyle r} der Radius und {\displaystyle \omega } die Winkelgeschwindigkeit ist.

## Aussage für Windenergieanlagen

Qualitativer Induktionsfaktor über den relativen Radius: axialer Induktionsfaktor (rot) und tangentialer Induktionsfaktor (blau)

Der axiale Induktionsfaktor ist über den Radius konstant und fällt nur an der Blattspitze ab. Der tangentiale Induktionsfaktor ist an der Nabe am größten und geht an den Blattspitzen gegen 0. Im Rahmen der Blade Element Momentum Theory kommt der Induktionsfaktor zum Einsatz.
Ab einem axialen Induktionsfaktor von 0,4 weicht die Blade Element Momentum Theory von der Realität ab. Ab hier ist der Nachlauf des Rotorblatts turbulent. Bei der Auslegung von Windenergieanlagen haben niedrige Induktionsfaktoren den Vorteil, dass sie den Schubkoeffizienten {\displaystyle C_{F}} reduzieren, welcher bei steigendem Induktionsfaktor auch zunimmt. So können mechanische Lasten der Windenergieanlage reduziert werden.